# Guglielmo Josa
Guglielmo Josa (Gambatesa, 22 dicembre 1870 – Gambatesa, 20 settembre 1961) è stato un imprenditore e politico italiano.

## Biografia
Discendente dell'antica famiglia Iosa di Carlantino, si è laureato in scienze agrarie presso la Scuola superiore di agricoltura di Portici e ha trascorso praticamente l'intera vita nella propria azienda agricola in provincia di Campobasso. Professore, Accademico dei Georgofili di Firenze, ha diretto per 39 anni la cattedra ambulante di agricoltura a Campobasso. È stato membro del Consiglio Superiore dell'Economia Nazionale e del Consiglio Nazionale delle Ricerche.
Due volte deputato dal 1924, due volte senatore dal 1934, in Parlamento si è occupato prevalentemente dei problemi legati allo sviluppo dell'agricoltura italiana, pubblicando numerose monografie e importanti trattati. A partire dal 1937 ha collaborato a diverse riviste di agricoltura. I suoi sforzi scientifici si sono concretizzati verso l'allevamento del bestiame, l'ovicoltura e la frutticoltura. Il risultato migliore di questi saggi resta il “frutteto sperimentale” da lui istituito in agro di Gambatesa. 
È stato negli anni 1931-1934 presidente del consiglio provinciale del Molise. In omaggio al suo grande valore tecnico ed alla sua integrità di uomo, il comune di Gambatesa ha intitolato la Scuola Media Statale in sua memoria. Fu due volte sottosegretario di Stato ai ministeri dell'economia nazionale e delle corporazioni. Personalità ancorata ai sani principi, è stato uno dei pochi a rifiutare la pensione di deputato elargita dalla Repubblica Italiana.